# Slovenske Konjice

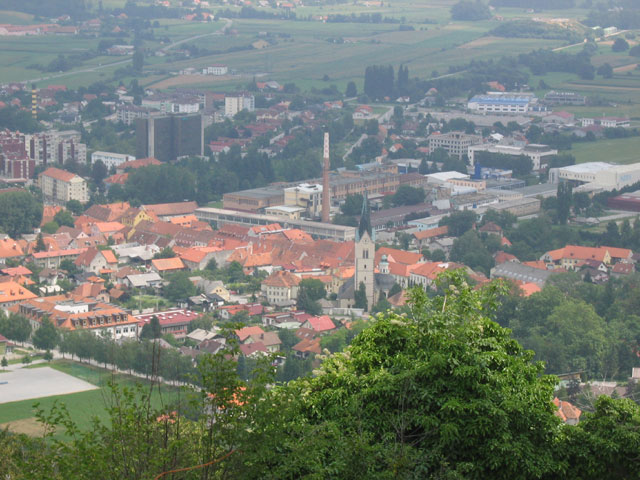
Slovenske Konjice

Slovenske Konjice és una ciutat i un municipi d'Eslovènia. Té 13,600 habitants. Fa frontera amb Šmarje pri Jelšah i Šentjur pri Celju al sud, amb Vojnik a l'oest, amb Zreče al nord-oest, amb Oplotnica al nord, amb Slovenska Bistrica a l'est, i amb Rogaška Slatina al sud-est.

## Ciutats agermanades
- Hlohovec, Eslovàquia
- Liptovský Mikuláš, Eslovàquia